# Římskokatolická farnost Chropyně
Římskokatolická farnost Chropyně je územní společenství římských katolíků s farním kostelem svatého Jiljí v děkanátu Kroměříž.

## Historie farnosti
První písemná zmínka o Chropyni je z roku 1261, kdy Smil ze Střílek daroval osadu nově založenému cisterciáckému klášteru Smilheim ve Vizovicích. Roku 1615 obec koupil kardinál František Ditrichštejn. O dva roky později panství směnil olomouckému biskupství a v jeho majetku zůstalo až do roku 1848.
Farní kostel byl postaven v sedmdesátých letech 18. století, vysvěcen byl 9. září 1780.

## Duchovní správci
Farářem byl od prosince 2010 R. D. Mgr. Jiří Putala. V letech 2019-2025 byl administrátorem ustanoven R. D. Mgr. Stanislav Trčka. Od 1.7.2025 je farnost spravována z Kroměříže. Správcem excurrendo je R.D. Josef Konečný.

## Bohoslužby
| Kostel        | Místo    | Bohoslužba (den)      | Hodina                                        | Poznámka     |
| ------------- | -------- | --------------------- | --------------------------------------------- | ------------ |
| svatého Jiljí | Chropyně | neděle čtvrtek sobota | 7.30 17.00 (zimní čas)/18.00 (letní čas) 7.30 | farní kostel |

## Aktivity ve farnosti
Ve farnosti se pravidelně koná tříkrálová sbírka. Pravidelně třikrát ročně vychází společný farní časopis pro farnosti Chropyně, Břest a Kyselovice.
Farnost se pravidelně zapojuje do akce Noc kostelů.
Od roku 2019 se ve farnosti slouží pravidelně Tridentská mše. V jejím sloužení se pokračuje i po papežském motu proprio Traditionis custodes každou neděli v 11:30.